# Iredentismus

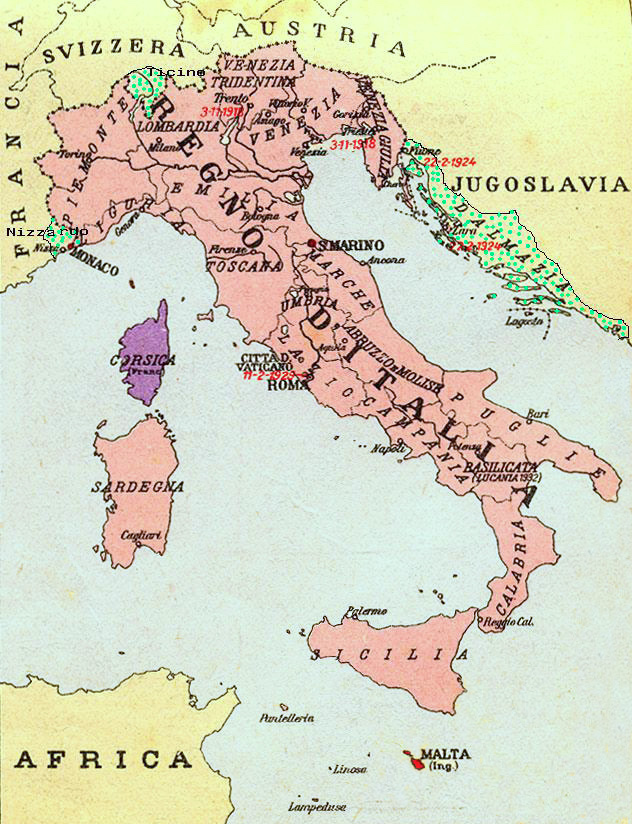
Mapa území nárokovaných italskými iredentisty ve 30. letech 20. století. Zeleně: Nice, Ticino a Dalmácie, červeně: Malta, fialově: Korsika. Savojsko a Korfu následovaly později.

Iredentismus je politická ideologie či snaha o připojení (anexi) části území jiného státu s významnou vlastní národnostní menšinou a sjednocení v rámci jediného státu. Tato touha může být motivována etnickými důvody, protože obyvatelstvo území je etnicky podobné nebo stejné jako obyvatelstvo mateřského státu. Mohou za to i historické důvody, tedy že území dříve tvořilo součást mateřského státu. Potíže s aplikací tohoto pojmu na konkrétní případy však vyvolaly akademické debaty o jeho přesné definici. Neshody se týkají toho, zda musí být přítomen jeden nebo oba etnické a historické důvody a zda se do iredentismu mohou zapojit i nestátní aktéři. Dalším sporem je, zda jsou zahrnuty i pokusy o absorpci úplného sousedního státu. Existují různé typy iredentismu. Pro typické formy iredentismu mateřský stát existuje již předtím, než dojde k územnímu konfliktu se sousedním státem. Existují však i formy iredentismu, kdy mateřský stát nově vzniká sjednocením etnické skupiny rozprostřené ve více zemích. Další rozdíl se týká toho, zda země, ke které sporné území v současnosti patří, je řádným státem, bývalou kolonií nebo zhrouceným státem. 
Ústředním výzkumným tématem iredentismu je otázka, jak jej vysvětlit nebo co jej způsobuje. Mnoho vysvětlení tvrdí, že etnická homogenita uvnitř státu zvyšuje pravděpodobnost iredentismu. Dalším přispívajícím faktorem je diskriminace etnické skupiny na sousedním území. Úzce související vysvětlení tvrdí, že národní identity založené především na etnicitě, kultuře a historii zvyšují iredentistické tendence. Dalším přístupem je vysvětlit iredentismus jako pokus o zvýšení moci a bohatství. V tomto ohledu se tvrdí, že iredentistické nároky jsou pravděpodobnější, pokud je sousední území relativně bohaté. Mnoho vysvětlení se také zaměřuje na typ režimu a tvrdí, že demokracie se méně pravděpodobně zapojí do iredentismu, zatímco anokracie jsou mu zvláště otevřené.
Iredentismus byl vlivnou silou ve světové politice od poloviny 19. století. Je zodpovědný za mnoho ozbrojených konfliktů, přestože je k němu mezinárodní právo nepřátelské a iredentistická hnutí často nedosahují svých cílů. Termín byl původně vytvořen z italské fráze Italia iredenta a odkazoval na italské hnutí po roce 1878, které si nárokovalo části Švýcarska a Rakousko-Uherska. Mezi často diskutované případy iredentismu patří anexe Sudet nacistickým Německem v roce 1938, invaze Somálska do Etiopie v roce 1977 a argentinská invaze na Falklandské ostrovy v roce 1982. Dalšími příklady jsou pokusy o vytvoření Velkého Srbska po rozpadu Jugoslávie na počátku 90. let a ruská anexe Krymu v roce 2014. Iredentismus úzce souvisí s revanšismem a secezí. Revanšismus je pokus o připojení území patřícího jinému státu. Je motivovaný cílem pomstít se za předchozí křivdu, na rozdíl od cíle iredentismu vybudovat etnicky jednotný národní stát. V případě odtržení (secese) se území odtrhne a vytvoří samostatný stát namísto sloučení s jiným státem.

## Etymologie
Výraz iredentismus je odvozen od italského termínu terre irredente („ztracené země“, či „nevyvobozené území“ apod.), označující obyvatele území, kteří hledají spojení se svou mateřskou zemí (často ve smyslu "země mateřského jazyka"), nebo na národ, který chce rozšířit své území tam, kde jeho příslušníci tovří významnou menšinu. 
Termín pochází z doby, kdy hnutí italské iredenty usilovalo po sjednocení Itálie (1861) o připojení rakouského jižního Tyrolska, Terstu, Dalmácie a Istrie. Podobné snahy ovšem také vedly v roce 1918 k rozdělení habsburského soustání na nové národní státy: Československo, Německé Rakousko, Maďarské království a Jugoslávské království.

## Dějiny
Mnoho státních hranic se v průběhu času často měnilo, proto mnoho států mohlo teoreticky vznášet iredentistické nároky vůči svým sousedům. Německý anšlus Rakouska a anexe Sudet roku 1938, či navrácení československého území Maďarsku jako výsledek první vídeňské arbitráže, jsou zřejmě nejznámějšími historickými příklady této politiky v praxi. Posledním fuzzy příkladem je anexe Krymu Ruskou federací.
S iredentismem souvisí odstředivé tendence kosovských Albánců v bývalé Jugoslávii a iredentistické hnutí na východě Ukrajiny, ve snaze připojit toto území k Ruské federaci.[zdroj⁠?!] Tuto snahu eliminuje Druhá minská dohoda, která respektuje mezinárodní právo s přihlédnutím k čl.21 Rámcové evropské úmluvy o ochraně menšin. Tuto úmluvu uznávají jak Ukrajina tak i Rusko.[zdroj⁠?!]

## Příklady
- Velká Albánie
- Velké Bulharsko
- Velký Izrael
- Velké Maďarsko
- Velké Maroko
- Velké Rumunsko
- Ruský iredentismus
- Velké Řecko
- Velké Slovensko
- Velké Srbsko